# Ликург (царь Спарты)
Лику́рг (др.-греч. Λῠκοῦργος, эпич. Λῠκόοργος, Λῠκόεργος) — царь Спарты из рода Еврипонтидов, правивший в 220—212 годах до н. э.

## Биография
Ликург был избран царём в 220 году до н. э. вскоре после гибели царя Клеомена III. Вместе с ним эфоры также избрали Агесиполида III, последнего представителя рода Агидов. Почему эфоры вместо других многочисленных представителей рода Еврипонтидов избрали именно Ликурга,  ни один из предков которого не носил царского титула, неизвестно. Существует версия, что Ликург дал эфорам по одному таланту, после чего они объявили его потомком легендарного Геракла, а, следовательно, и выходцем из рода Еврипонтидов (предыдущим спартанским царём из этой династии был Эвклид, погибший в 222 году до н. э. в битве при Селассии).
В 215 году до н. э. Ликург вынудил Агесиполида III отказаться от царствования.
Ликург скончался в 212 году до н. э., оставив спартанский престол своему малолетнему сыну Пелопу.